# Pilar de la Condesa

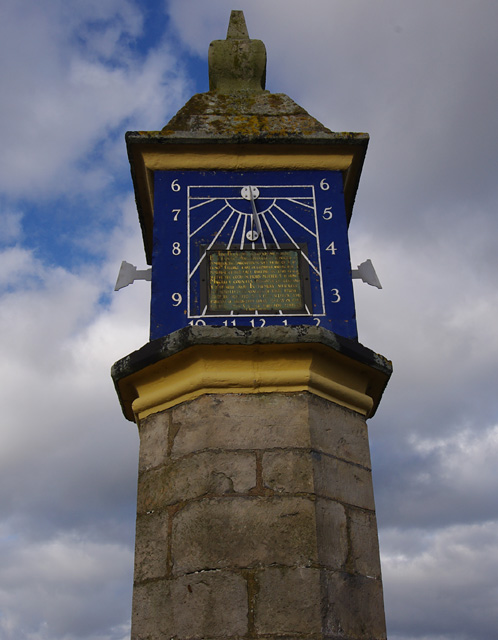
Detalle del reloj de sol

El Pilar de la condesa (The Countess Pillar) es un monumento del siglo XVII cercano a Brougham, Cumbria, Inglaterra, entre Penrith y Appleby. Se sitúa a dos millas al este de Penrith en la A66.

## Historia
Fue erigido por lady Anne Clifford en 1656 para marcar el sitio donde dijo adiós por última vez a su madre, Margaret Clifford, Condesa de Cumberland.
Anne Clifford, condesa de Pembroke, Dorset y Montgomery (1590-1676), invirtió su vida en una larga y compleja batalla legal para obtener los derechos de su herencia. Su madre fue una de las pocas personas que apoyó el reclamo de Anne sobre las propiedades familiares. En 1616 Anne viajó al norte para visitar sus propiedades y a su madre en el Castillo de Brougham. A su salida del castillo, recorrieron juntas un cuarto de milla hasta donde el camino del castillo se encontraba con la carretera principal, y allí se separaron. Margaret murió un mes más tarde.
La inscripción en el pilar describe Anne como "Única heredera" de su padre, George Conde de Cumberland. La parte superior —cuadrada— del pilar está brillantemente pintada y lleva relojes de sol en sus lados. También refiere a un legado destinado a los pobres en memoria de Margaret, hecho en la parroquia de Brougham, ceremonia que se repite anualmente los días 2 de abril.